# Un coniglio senza casa
Un coniglio senza casa (Homeless Hare) è un film del 1950 diretto da Chuck Jones. È un cortometraggio d'animazione della serie Merrie Melodies, uscito negli Stati Uniti l'11 marzo 1950. Nel 1954 ne venne prodotto un remake dal titolo La casa è un immobile. Dal 1997 viene distribuito col titolo Un coniglio cerca casa.

## Trama
Alcuni operai scavano per costruire le fondamenta di un grattacielo e uno di essi solleva la tana di Bugs Bunny con la sua scavatrice. Bugs chiede all'operaio di rimettere a posto la tana, ma lui gliela distrugge, così il coniglio decide di vendicarsi e fa cadere addosso all'uomo un mattone con su legata una dichiarazione di guerra. Bugs gioca quindi all'operaio alcuni scherzi, finché quest'ultimo lo colpisce con una trave. Stordito dal colpo, Bugs si mette a barcollare come un ubriaco sui ponteggi del grattacielo in costruzione, rischiando più volte di precipitare, finendo per riprendere i sensi quando cade in una botte d'acqua. Dopo aver visto l'operaio appropriarsi del pranzo di un sottoposto, Bugs decide di buttare in un tubo un rivetto rovente, che finisce per bruciare una corda sostenente una gigantesca tubatura, la quale atterra in testa al suo avversario che sventola una bandiera bianca. Qualche tempo dopo il grattacielo è ultimato e presenta una rientranza, al di sotto della quale c'è la tana di Bugs.

## Distribuzione

### Edizione italiana
Il corto arrivò in Italia direttamente in televisione negli anni ottanta. Il doppiaggio fu eseguito dalla Effe Elle Due e diretto da Franco Latini su dialoghi di Maria Pinto (i quali in alcune occasioni si discostano da quelli originali). Per la pubblicazione in VHS nel 1997, il corto fu ridoppiato dalla Angriservices Edizioni sotto la direzione di Renzo Stacchi, su dialoghi più corretti. Tuttavia, nell'edizione DVD fu ripristinato il primo doppiaggio. Non essendo stata registrata una colonna internazionale, in entrambi i casi fu sostituita la musica presente durante i dialoghi.

### Edizioni home video

#### VHS
America del Nord
- Stars of Space Jam: Bugs Bunny (26 novembre 1996)

Italia
- Le stelle di Space Jam: Bugs Bunny (marzo 1997)

#### DVD e Blu-ray Disc
Il corto fu pubblicato come extra, in inglese sottotitolato, nel DVD-Video del film La furia umana, uscito in America del Nord il 25 gennaio 2005 e in Italia il 16 marzo. Fu poi inserito nel primo disco della raccolta Looney Tunes Golden Collection: Volume 3 (intitolato Bugs Bunny Classics) distribuita in America del Nord il 15 ottobre 2005. In Italia fu invece inserito nel DVD Bugs Bunny: Volume 3 della collana Looney Tunes Collection, uscito il 18 maggio 2006. In seguito fu inserito come extra (in SD) nell'edizione Blu-ray Disc de La furia umana, uscita in America del Nord il 21 maggio 2013. Fu poi incluso nel primo disco della raccolta DVD Looney Tunes Spotlight Collection Volume 8, uscita in America del Nord il 13 maggio 2014, e nel DVD Stars of Space Jam: Bugs Bunny, uscito in America del Nord il 9 ottobre 2018. Infine fu inserito come extra (stavolta rimasterizzato in HD) nell'edizione Blu-ray Disc di Chimere, uscita in America del Nord il 15 dicembre 2020.